# Ciclo da laranja
A expressão Ciclo da laranja corresponde no arquipélago dos Açores tal como o ciclo do trigo ou o ciclo do pastel a uma das produções agrícolas que fizeram a sua contribuição para a história agrícola dos Açores. Produzida em quase todas as ilhas do arquipélago e variando de qualidade e quantidade conforme a mão-de-obra que lhe era destinada, e o tipo de terra onde era cultivada, esta produção trouxe durante os seus tempos áureos grande riqueza às ilhas.
O início da sua cultura e produção teve começo nos finais do século XVI com a formação das primeiras áreas cultivadas com várias variedades de frutas entre as quais os citrinos.
Dadas as condições ambientais os laranjais rapidamente tem um acento o desenvolvimento, sendo que já no século XVII a cultura da laranja mostra predomínio sobre as restantes.
É nos princípios do século XVIII que acontecem as primeiras exportações deste fruto para a Europa continental e em especial para a Inglaterra.
A cultura da laranja nas ilhas dos Açores obrigou ao desenvolvimento de novas técnicas principalmente destinadas à protecção das árvores das inclemências do clima, principalmente dos ventos e onde isso se justificava, da forte e negativa influencia do mar. Essas novas técnicas levaram ao moldar da natureza às necessidade que a cultura impunha. Assim foram levantados altos muros de pedra solta que ainda hoje, séculos depois do fim do Ciclo da Laranja ainda perduram em muitos locais das ilhas.
Foram também plantadas como sebes várias espécies arbóreas em que predominaram a endémica Myrica faya (faia-da-terra) e o incenso (Pittosporum undulatum). Foram também plantados muitos pinheirais que tiveram uma dupla utilidade uma vez que além de servirem de abrigo serviram também como matéria-prima para a confecção de caixas usadas para o transporte da laranja exportada.
A exportação da laranja para os mercados europeus num tempo em que poucos eram os caminhos existentes foi muitas vezes difícil. O transporte do fruto era feito em burros ou cavalos, e quando era possível em carros de bois, isto sempre tendo em atenção as dificuldades inerentes à fragilidade do fruto.
Muitas vezes, e quando a carga se declarava ser impossível de transportar por um só animal e não era possível usar outro meio de transporte usavam-se dois burros emparelhados no que ficou localmente designado como pau e corda. Esta expressão na prática significa a forma como as cargas eram aplicadas: Assim as cargas eram dependuradas em cordas, estas amarradas a uma ou duas barras de madeira, conforme as necessidades. Nas pontas dessas barras de madeira passavam as albardas dos dois animais emparelhados.
Quando a quantidade de fruto era muita chegou a ser utilizado quatro burros emparelhados sob o mesmo sistema.
Não se deve também descurar que os problemas do transporte do fruto por terra eram os únicos problemas encontrados, visto que o seu transporte por mar também tinha acentuado o problemas e perigos.
É de referir as tempestades que assolavam os navios, sendo que é desconhecido o número de embarcações destinadas ao transporte da laranja que naufragaram de e para o seu destino.
No ano de 1834 os laranjais sofreram duas infestações que deram inicio ao fim desta cultura: Possivelmente o mais conhecido e que maiores estragos fez foi o Coccus hesperidum, vulgarmente conhecido como cochonilha. Este insecto foi introduzido nos Açores em dois limoeiros que foram enviados para a Ilha do Faial, tendo depois e a partir desta ilha expandindo-se para as restantes ilhas dos Açores.
O outro grande mal que contribuiu fortemente para a destruição dos laranjais foi a doença que conduz à perda prematura das laranjas, conhecida como a "lágrima", e que leva ao deterioramento da qualidade do fruto e da própria árvore.
Foi durante o século XIX que a cultura da laranja e a respectiva comercialização atingem o seu apogeu e também o seu declínio facto que ocorreu primordialmente entre 1840 e 1875. Factos com que também se encontram relacionados segundo historiadores da história dos Açores, a crise económica da grande depressão económica Mundial que ocorreu entre 1873 e 1896 e que se fez sentir na economia com a diminuição da importação de laranja a partir do estrangeiro.